# Christof Eck
Christof Eck (* 24. April 1968; † 14. September 2011) war ein deutscher Mathematiker, der sich mit Angewandter Analysis und Numerischer Mathematik befasste.
Eck studierte in Konstanz und Stuttgart und wurde 1996 bei Wolfgang Wendland (* 1936) an der Universität Stuttgart promoviert (Existenz und Regularität der Lösungen für Kontaktprobleme mit Reibung). Ab 1998 war er Assistenzprofessor an der Universität Erlangen-Nürnberg, an der er sich 2004 habilitierte (A Two-Scale Phase Field Model for Liquid-Solid Phase Transitions of Binary Mixtures with Dendritic Microstructure). 2007 wurde er Professor an der Universität Bielefeld und 2008 Professor für Numerische Mathematik an der Universität Stuttgart.
Er befasste sich mit Partiellen Differentialgleichungen, Multiskalenproblemen und Freien Randwertproblemen und insbesondere der Mathematik von Phasenübergängen (besonders Phasenfeldmodelle), Dentritischem Wachstum und Kontaktmechanik.

## Schriften
- mit Harald Garcke, Peter Knabner: Mathematische Modellierung. Springer, Berlin u. a. 2008, ISBN 978-3-540-74967-7.
- mit Lev Balykov, Vladimir Chalupecky, Heike Emmerich, Ganeshram Krishnamoorthy, Andreas Rätz, Axel Voigt: Multiscale modeling of epitaxial growth: from discrete-continuum to continuum equations. In: Alexander Mielke (Hrsg.): Analysis, Modeling and Simulation of Multiscale Problems. Springer, Berlin u. a. 2006, ISBN 3-540-35656-8, S. 65–85.
- mit Harald Garcke, Björn Stinner: Multiscale problems in solidification processes. In: Alexander Mielke (Hrsg.): Analysis, Modeling and Simulation of Multiscale Problems. Springer, Berlin u. a. 2006, ISBN 3-540-35656-8, S. 21–64.
- mit Jiří Jarušek, Miroslav Krbec: Unilateral contact problems. Variational methods and existence theorems (= Pure and Applied Mathematics. 270). Chapman and Hall, Boca Raton FL u. a. 2005, ISBN 1-574-44629-0.
- mit  Peter Knabner, Sergey Korotov: A two-scale method for the computation of solid-liquid phase transitions with dendritic microstructure. In: Journal of Computational Physics. Band 178, Nr. 1, 2002, S. 58–80, doi:10.1006/jcph.2002.7018.
- mit Peter Knabner: A Two-Scale Method for Liquid-Solid Phase Transitions with Dendritic Microstructure. In: Michael Breuer, Franz Durst, Christoph Zenger (Hrsg.): High Performance Scientific and Engineering Computing. Proceedings of the 3rd International FORTWIHR Conference on HPSEC, Erlangen, March 12–14, 2001 (= Lecture Notes in Computational Science and Engineering. 21). Springer, Berlin u. a. 2002, ISBN 3-540-42946-8, S. 237–244.
- mit Jiří Jarušek: A survey on dynamic contact problems with Coulomb friction. In: Anna-Margarete Sändig, Werner Schiehlen, Wolfgang L. Wendland (Hrsg.): Multifield Problems. State of the Art. (Selected Articles based on a Conference on this Topic at the University of Stuttgart in 1999). Springer, Berlin u. a. 2000, ISBN 3-540-67511-6, S. 254–261.
- mit M. Bach, M. Schulz: On the treatment of contact problems in elasto-plasticity. In: Anna-Margarete Sändig, Werner Schiehlen, Wolfgang L. Wendland (Hrsg.): Multifield Problems. State of the Art. (Selected Articles based on a Conference on this Topic at the University of Stuttgart in 1999). Springer, Berlin u. a. 2000, ISBN 3-540-67511-6, S. 229–236.